# راغودة سوداء
راغودة سوداء (الاسم العلمي: Rhagodes melanus) هي نوع من العنكبوتيات تتبع جنس الراغودة من فصيلة الراغودات.